# ルイス・チェッサム
ルイス・チェッサム（Lewis Chessum、2003年2月27日 - ）は、イングランド出身のラグビーユニオン選手。

## 略歴
イングランドのリンカンシャー出身。イングランド代表のオリー・チェッサムは兄。
9歳の時、スリーフォードRFC（Sleaford RFC）でラグビーを始めた。スリーフォードのカレズ・グラマースクール（Carre's Grammar school）に通う。
2019年、16歳の時にプロリーグ1部「プレミアシップ・ラグビー」のレスター・タイガースに、アカデミーとして入団した。アカデミープログラムに参加するために、学校はブルックスビー・カレッジ（Brooksby College）に転校した。
同2019年から、プロリーグ2部「RFUチャンピオンシップ」のノッティンガムRFCへのローン移籍も開始。
2022年2月25日、U20シックス・ネイションズ・チャンピオンシップ2022のU20ウェールズ戦で、U20イングランド代表として初出場した。
2022年3月29日、レスター・タイガースでプロデビューを果たした。
2023年2月3日、U20シックス・ネイションズ・チャンピオンシップ2023のU20スコットランド戦ではキャプテンを務め、41-36で勝利。ワールドラグビーU20チャンピオンシップ2023にも出場した。
2025年1月29日、ジャパンラグビーリーグワンの三菱重工相模原ダイナボアーズへの入団を発表。レスター・タイガースと三菱重工相模原ダイナボアーズとのパートナーシップ締結による。10試合出場し、5月9日に三菱重工相模原ダイナボアーズ退団を発表。